# Черниговский (Челябинская область)
Черни́говский — посёлок в Агаповском районе Челябинской области. Административный центр Черниговского сельского поселения.

## География
Посёлок находится в  юго-западной части Челябинской области, на левом берегу реки Бахта, на расстоянии 35 км к востоку от села Агаповка, административного центра района, и 67 км к востоку от города Магнитогорск. Абсолютная высота — 360 м над уровнем моря.

### Часовой пояс
Посёлок Черниговский, как и вся Челябинская область, находится в часовой зоне МСК+2. Смещение применяемого времени относительно UTC составляет +5:00.

## История
В 1962 году отделению «Красный партизан» присвоено наименование посёлок Черниговский.

## Население
| 1970 | 1995  | 2002 | 2010 |
| ---- | ----- | ---- | ---- |
| 494  | ↗1136 | ↘932 | ↘912 |

### Половой состав
По данным Всероссийской переписи, в 2010 году численность населения посёлка составляла 912 человек (454 мужчины и 458 женщин).

## Улицы
| - ул. 1 Мая, - ул. Заозёрная, - ул. Молодёжная, - ул. Набережная, - ул. Победы, | - пер. Прибрежный, - ул. Просторная, - пер. Речной, - ул. Степная, - ул. Центральная. |

## Инфраструктура
В посёлке действуют средняя школа, детский сад, дом культуры и отделение «Почты России».

## Известные уроженцы
- Дусмухаметов, Вячеслав Зарлыканович (род. 1978) — российский продюсер и сценарист.